# Crucea din San Damiano
Crucea din San Damiano este o reprezentare a răstignirii lui Isus Cristos de factură bizantină din secolul al XII-lea. Icoana a devenit cunoscută datorită faptului că Francisc de Assisi rugându-se în fața ei, a auzit chemarea de a repara biserica lui Dumnezeu. În prezent crucea din San Damiano se află în Bazilica Sfânta Clara din Assisi.

## Galerie de imagini

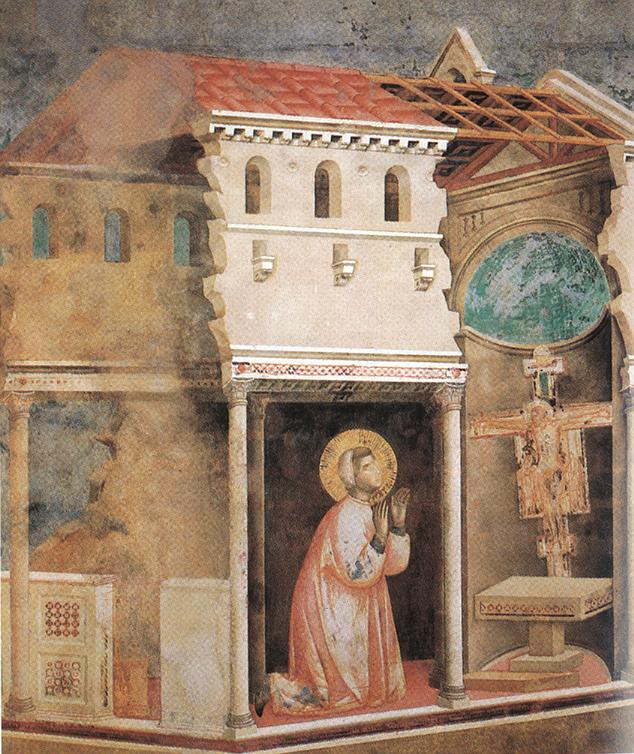
Giotto, Francisc de Assisi rugându-se în fața Crucii din San Damiano (sec. al XIV-lea)